# Недзялка-Друга
Недзялка-Друга (пол. Niedziałka Druga) — село в Польщі, у гміні Мінськ-Мазовецький Мінського повіту Мазовецького воєводства.
Населення — 190 осіб (2011).
У 1975-1998 роках село належало до Седлецького воєводства.

## Демографія
Демографічна структура станом на 31 березня 2011 року:
|          | Загалом | Допрацездатний вік | Працездатний вік | Постпрацездатний вік |
| -------- | ------- | ------------------ | ---------------- | -------------------- |
| Чоловіки | 96      | 30                 | 60               | 6                    |
| Жінки    | 94      | 21                 | 50               | 23                   |
| Разом    | 190     | 51                 | 110              | 29                   |